# Ролстон, Джобина
Джобина Ролстон (англ. Jobyna Ralston; 21 ноября 1899 — 22 января 1967) — американская актриса немого кино.

## Биография
Джобина Ланкастер Ролстон родилась 21 ноября 1899 года в городе Саут-Питсберг в штате Теннесси. Её мать, работавшая портретным фотографом, тщательно занималась воспитанием дочери, желая чтобы она связала свою жизнь с шоу-бизнесом. Её актёрский дебют состоялся на театральной сцене в 1909 году в постановке «Золушка».
В 1915 году она обучалась в актёрской школе в Нью-Йорке, а спустя некоторое время дебютировала на Бродвее в пьесе «Две малышки в голубом». На одном из показов её заметил актёр Макс Линдер, который убедил Ролстон отправиться в Голливуд. Там в 1919 году и состоялся её кинодебют. Последующие несколько лет она ещё совмещала работу в театре со съёмками в кино, но в 1922 году была вынуждена полностью посвятить себя большому экрану, так как нуждалась в деньгах для лечения матери.
В 1923 году Ролстон стала одной из девушек в списке WAMPAS Baby Stars. В том же году она появилась в фильме «Зачем беспокоиться?» с комиком Гарольдом Ллойдом в главной роли. В последующие пять лет она снялась с ним в главных ролях ещё в шести фильмах. Именно они и стали наиболее известными в её карьере благодаря тому, что Ролстон с успехом продемонстрировала свой комедийный и драматический талант.
В 1927 году она вместе с Кларой Боу и Гэри Купером появилась в картине «Крылья», ставшим первым лауреатом премии «Оскар» за лучший фильм. На съёмках этого фильма она познакомилась с актёром Ричардом Арленом, за которого в том же году вышла замуж.
После этого она появилась ещё в десятке успешных фильмов, но с началом эры звукового кино её карьера завершилась из-за того, что актриса шепелявила. Актриса появилась всего в двух звуковых картинах, а в 1931 году навсегда покинула киноиндустрию. В 1933 она родила сына Ричарда Арлена-мл., который, как и родители, связал жизнь с кино. В 1945 году Джобина Ролстон и Ричард Арлен развелись.
Последние годы жизни Джобина Ролстон страдала от ревматизма, а также она перенесла несколько инсультов. Она скончалась от пневмонии 22 января 1967 года в Доме актёров кино и телевидения в Вудленд-Хиллз на 68 году жизни.

## Избранная фильмография
| Год  |   | Русское название     | Оригинальное название | Роль          |
| ---- | - | -------------------- | --------------------- | ------------- |
| 1923 | ф | Зачем беспокоиться?  | Why Worry?            |               |
| 1924 | ф | Застенчивый          | Girl Shy              |               |
| 1925 | ф | Первокурсник         | The Freshman          | Пегги         |
| 1926 | ф | По воле небес        | For Heaven’s Sake     |               |
| 1927 | ф | Младший брат         | The Kid Brother       | Мэри          |
| 1927 | ф | Специальная доставка | Special Delivery      |               |
| 1927 | ф | Крылья               | Wings                 | Сильвия Льюис |